# Max Design
Max Design était un développeur de jeu vidéo autrichien basé à Schladming.

## Jeux développés
- Think Cross (1991) - puzzle
- Cash (1991) - simulation économique
- Osiris (1992) - puzzle
- Hunt The Fonts (1992) - puzzle
- 1869 (1992) - simulation économique
- Burntime (1993) - stratégie
- Oldtimer (1994/95) - simulation économique
- Clearing House (1995) - Simulation de bourse
- Strike Base (1996) - univers - action
- Anno 1602 (1998) - simulation économique/stratégie (Éditeur: Sunflowers)
- Anno 1503 (2002) - simulation économique/stratégie (Éditeur: Sunflowers)